# Club Sport Once de Abril
El C.S. 11 de Abril fue un equipo de fútbol de Costa Rica que jugaba en la Segunda División de Costa Rica, la segunda categoría de fútbol en el país que perteneció a L.D Alajuelense.

## Historia
Para 1912 aparece el equipo llamado Juan Rafael Mora y dos años después, el Once de Abril, en recuerdo de la batalla de Rivas. El “C.S. 11 de Abril” se fundó en 1914 por iniciativa de Alberto Sánchez Mondragón y un grupo de muchachos, en conmemoración a la fecha de la batalla de Rivas y la gesta del héroe nacional, Juan Santamaría. Este equipo, con jugadores como Víctor y Heriberto Chavarría Solano, Manuel Ángel Ortiz Oreamuno, Abel Gutiérrez Gutiérrez, Víctor Ocampo Zamora, Héctor González Quesada, Francisco Rímola Di Biasso, Jorge Luis Solera Oreamuno, Claudio Alfaro Sibaja, Virgilio Chaverri Ugalde, Humberto Mórux Davis, Luis Castaing Castro, Rogelio Fernández Ocampo, Bartolo Rosabal Segura, Ricardo Meoño Masís, Francisco Luna Chaves, Homer Martínez Johnson, Alberto Porras Benavides, Tito Livio Solera Castro y Alberto Hütt Chaverri, le dio pelea al otro equipo de Alajuela, el Electra.
Dicho club se consolidó rápidamente como uno de los conjuntos más estables y fuertes del incipiente balompié nacional. Los retos eran constantes y trascendían más allá de la provincia, como pasó en abril de 1919 cuando visitó al Cartaginés. Los alajuelenses se impusieron 3-1 y conquistaron su primer trofeo frente a la Basílica de Los Ángeles, en Cartago; se le dedicó al escritor y educador, Luis Dobles Segreda.
Dos meses después, el 18 de junio de 1919, siete miembros del “11 de Abril” se reunieron en el Salón París, al oeste del Parque Central de Alajuela, para discutir sobre la necesidad de crear un club que representara a la provincia, y así se creó la Liga Deportiva Alajuelense, gracias a la iniciativa de Tito Livio Solera y Francisco Rosich Bou. La propuesta contó de inmediato con el apoyo de Luis Castaing Castro, Francisco Rímola Di Biasso, Bartolo Rosabal Segura, Jorge Oreamuno Calderón y Jorge Luis Solera Oreamuno.
En el 2018 los erizos firman un convenio con Aserrí F. C. para militar en la Segunda División con las ligas menores Liga Deportiva Alajuelense bajo el nombre de Once de Abril a partir del Torneo de Apertura 2018. La dirección técnica del Once de Abril estará a cargo de Cristian Oviedo, luego de obtener el título del torneo anterior con el Alto Rendimiento.
El primer juego oficial, se dio en la Segunda División de Costa Rica, en la temporada 2018-19 ante el Uruguay de Coronado en el estadio El Labrador con victoria 1-0,anotación de José Alvarado.
Para el 2019 Mauricio Montero se hace cargo del equipo luego de quedar campeón con la división de Alto Rendimiento de Alajuelense, cerró el Clausura 2019 de la división de ascenso en cuartos de final.
En julio de 2019 la franquicia es comprada por AD Rosario. Agustín Lleida, gerente deportivo de Alajuelense, confirma que el proyecto de segunda división no continua.

## Palmarés
- Copa Luis Dobles Segreda (1): 1919.[1]

Véase también Secciones Deportivas de L. D. Alajuelense

## Uniforme

### Indumentaria y patrocinador
| Período     | Proveedor |
| ----------- | --------- |
| 2018 – 2019 | Kelme     |

| Período     | Patrocinador   |
| ----------- | -------------- |
| 2018 – 2019 | Sin patrocinio |

### Colores
Colores originales del club.
| Bandera del Club Sport 11 de Abril. |

## Estadísticas

### Datos

#### Segunda División
- Temporadas: 1, desde 2018-2019.[19]
- Primer juego: 4 de agosto de 2018 vs C. S. Uruguay, en Estadio El Labrador.[20]
- Primera anotación:  José Alvarado al 9' vs C. S. Uruguay.[20]
- Primera victoria: 0-1 vs C. S. Uruguay.[20]
- Primer entrenador:  Cristian Oviedo.[1]
- Entrenador con más juegos:  Mauricio Montero, 18 partidos.
- Entrenador con más victorias:  Mauricio Montero, 8 victorias.
- Entrenador con más puntos conseguidos:  Mauricio Montero, 30 puntos.
- Mayor goleada a favor: 5-1 vs Municipal Turrialba.[21][22]
- Mayor goleada en contra: 0-4 vs Puerto Golfito F. C.
- Jugador con más anotaciones:  Erick Barahona, 8 anotaciones.[23]
- Jugador extranjero con más anotaciones:  Renzo Reynaga, 4 anotaciones.
- Jugador con más asistencias:  Ignacio Gómez, 4 asistencias.[24]
- Juegos consecutivos invicto: 15 juegos entre 2018-19, 8 victorias y 7 empates.[25]
- Juegos consecutivos invicto como local: 8 juegos entre 2018-19, 6 victorias y 2 empate.
- Juegos consecutivos invicto como visitante: 8 juegos entre 2018-19, 2 victoria y 6 empates.
- Mejor arranque en un torneo: 12 juegos en CL-2019, 7 victorias y 5 empates.

#### Internacional
- Primer juego: 0-0 vs  Rosario Central, 30 de junio de 2018 en el Estadio Morera Soto.[26][27]

 Última actualización: 28 de abril de 2019.

### Temporadas
| Temporadas del Once de Abril | Temporadas del Once de Abril | Temporadas del Once de Abril | Temporadas del Once de Abril | Temporadas del Once de Abril | Temporadas del Once de Abril | Temporadas del Once de Abril | Temporadas del Once de Abril | Temporadas del Once de Abril | Temporadas del Once de Abril | Temporadas del Once de Abril |
| Temporada                    | Temporada                    | Temporada                    | Temporada                    | Temporada                    | Torneo                       | Torneo                       | Torneo                       | Torneo                       | Torneo                       | Torneo                       |
| Periodo                      | Pos.                         | División                     | Goleador                     | Goles                        | Torneo                       | Pos.                         | Grupo                        | Director Técnico             | Goleador                     | Goles                        |
| ---------------------------- | ---------------------------- | ---------------------------- | ---------------------------- | ---------------------------- | ---------------------------- | ---------------------------- | ---------------------------- | ---------------------------- | ---------------------------- | ---------------------------- |
| 2018-19                      | 7º                           | Segunda División             | Erick Barahona               | 8                            | Apertura                     | 7º                           | Bº                           | Cristian Oviedo              | Bryan Abarca                 | 4                            |
| 2018-19                      | 7º                           | Segunda División             | Erick Barahona               | 8                            | Clausura                     | 4º Final                     | Bº                           | Mauricio Montero             | Erick Barahona               | 6                            |